# ديمقراطية لاليبرالية

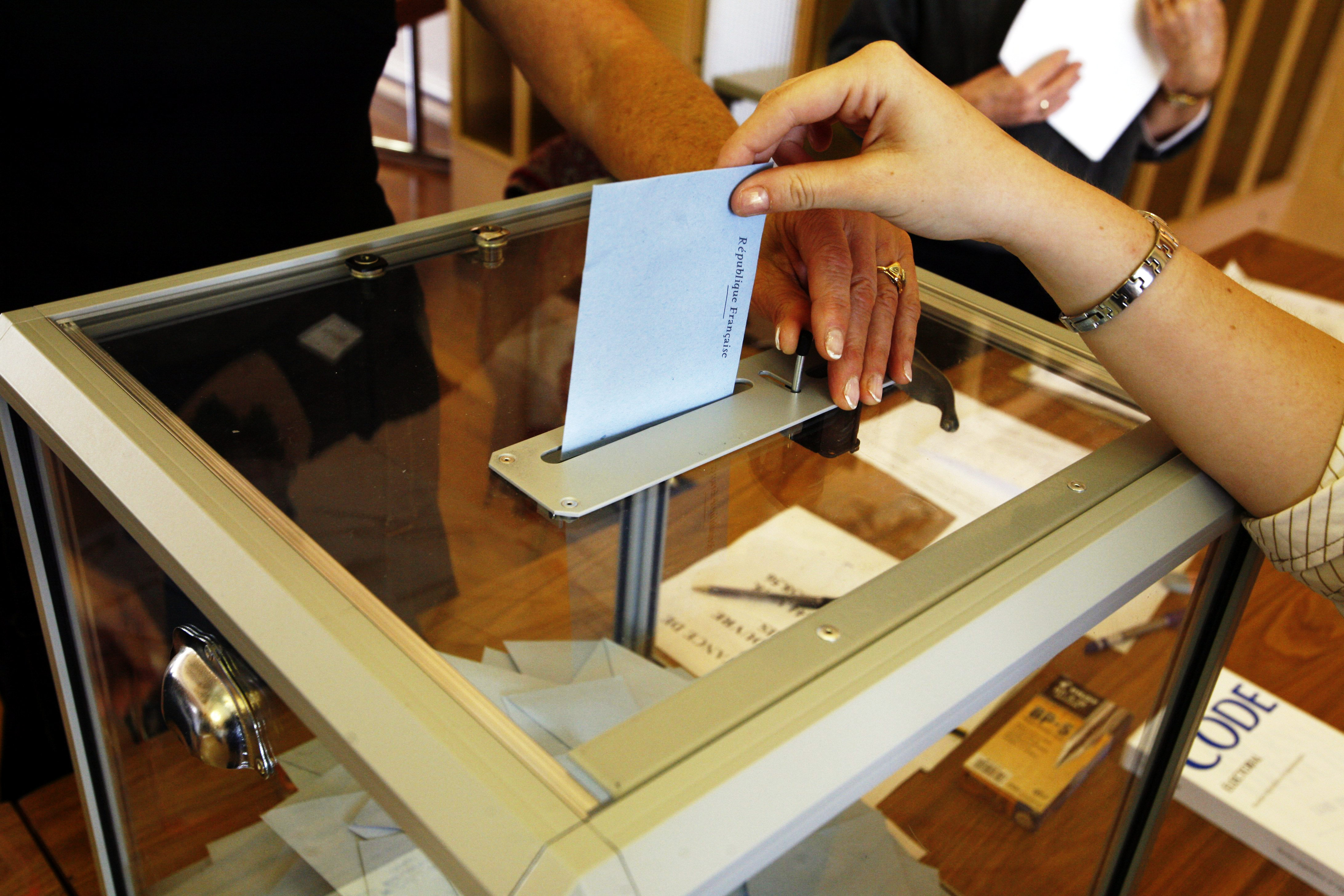

ديمقراطية لاليبرالية (بالإنجليزية: Illiberal Democracy)‏ أو ديمقراطية غير ليبرالية (كما تسمى أيضاً الديمقراطية الزائفة، الديمقراطية المنحازة، الديمقراطية الفارغة) هي نظام حكم تصل فيه الحكومة عن طريق الانتخابات لكن أفراد الشعب لا يحصلون على حقوقهم بسبب غياب دستور في الدولة أو هيكل دستوري قانوني مناسب للحفاظ على الحريات المدنية كما في الديمقراطيات الليبرالية. كذلك يستخدم هذا المصطلح أحياناً لوصف أنظمة منتخبة لكنها تفتقد حتى لمجرد أحزاب معارضة حقيقية تستطيع الترويج عن نفسها بسبب غياب الإعلام المستقل. عرف مصطلح «الديمقراطية اللاليبرالية» من خلال استخدام الكاتب الأمريكي فريد زكريا له.
قد تظن الحكومات الديمقراطية اللاليبرالية أن لها الحق في التصرف كما تشاء لمجرد أنها أتت إلى السلطة من خلال انتخابات دورية، وتتسم بتغييب حريات الأفراد أو تقليصها مثل حرية الفكر والتعبير وحرية تشكيل الجمعيات أو النقابات التي تمثل رأي المعارضة والذي قد يكون أمرا صعب المنال إن لم يكن محالا، كما قد تتسم تلك الأنظمة بغياب فصل السلطات وسيطرة الدولة على الاعلام وتصييره لمصلحتها وأجندتها مع تقييد أو منع المفكرين والسياسيين المعارضين للدولة من التعبير عن آرائهم.
تختلف الديمقراطيات اللاليبرالية بالمعنى الأعم للكلمة من حيث شدتها، حيث تتراوح من تلك الديمقراطيات القريبة من الديمقراطيات الليبرالية إلى نظام قريب من الدكتاتورية، حيث يطلق لفظ الديمقراطية اللاليبرالية على أنظمة تحصل فيها انتخابات دورية حرة وعادلة وتنافسية للحصول على مقاعد السلطة الأساسية في البلد دون أن يزيل صفة «اللاليبرالية» عنها بسبب غياب الحريات المدنية والحقوق السياسية.
ويعترض كتـّاب آخرون على مصطلح «الديمقراطية اللاليبرالية» لأنهم يرون خطأ تسمية نظام حكم بالديمقراطية ما لم توجد أحزاب معارضة وإعلام مستقل، لكن هذا الاعتراض لا يصح على المصطلح وإنما على هذا الاستخدام إذا اعتبرنا أن وجود معارضة فعلية وإعلام مستقل جزء لا يتجزأ من لفظ الديمقراطية، وبكل الأحوال لا يصح هذا الاعتراض على أمثلة اُخرى للديمقراطية اللاليبرالية كتلك التي لا تكترث إلا لحقوق الأغلبية ولا تمنع اضطهاد الأفراد والأقليات بينما احترام حريات وحقوق الأفراد والأقليات هو أمر أساسي في الليبرالية  وبالتالي في الديمقراطيات الليبرالية بخلاف غيرها من الديمقراطيات.
وتعد سنغافورة من الأمثلة الصحيحة على الديمقراطية اللاليبيرالية.
وعلى النقيض من الديمقراطية اللاليبرالية هنالك نظام غير ديمقراطي لكنه يحترم حقوق وحريات الأفراد ويدعى الأوتوقراطية الليبرالية.